# Форт-Росс

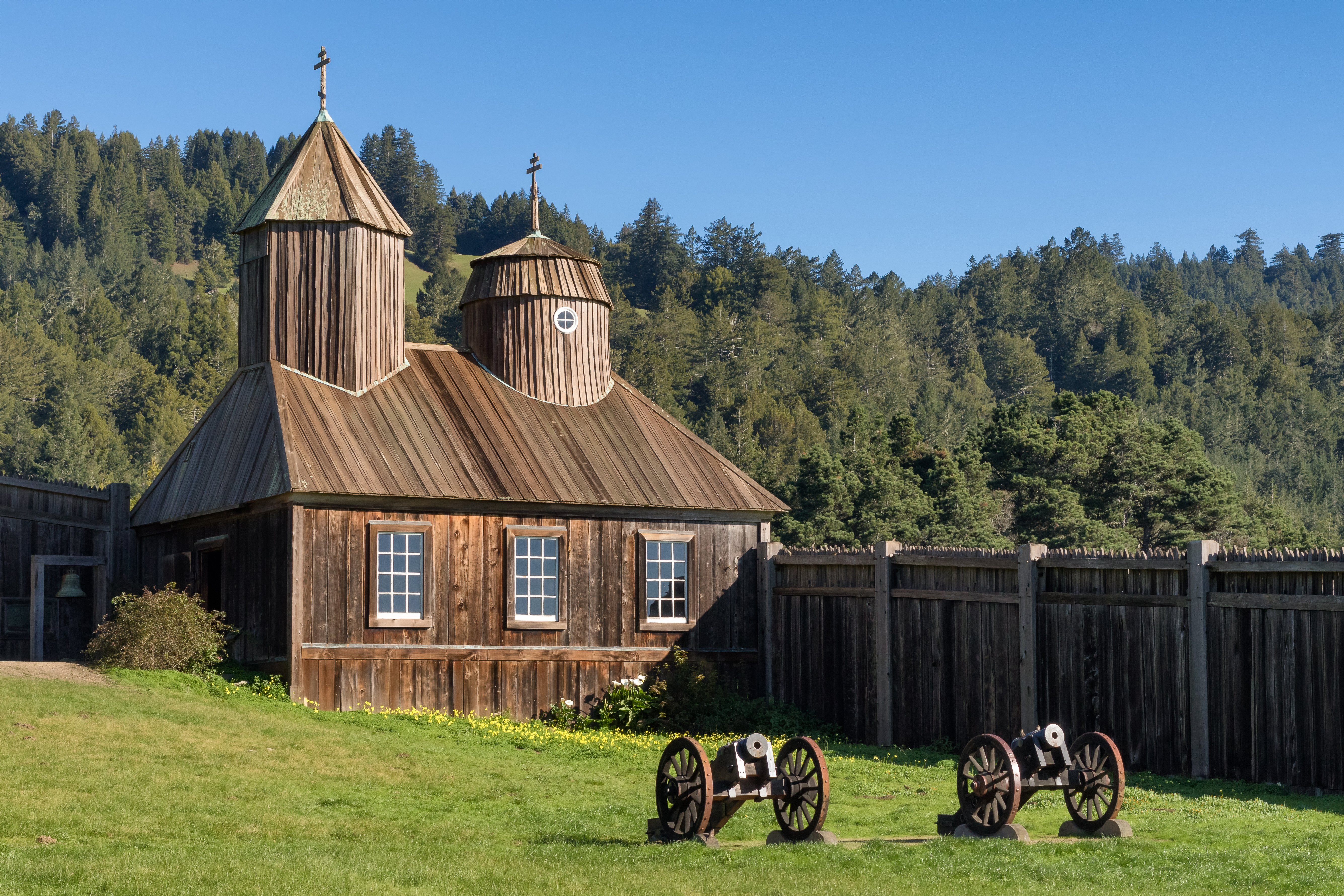
Часовня в Форт-Россе

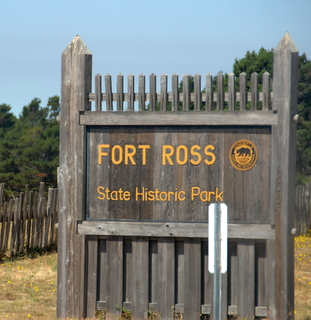

Форт-Росс (англ. Fort Ross) — американское название русской крепости Росс в округе Сонома, штат Калифорния, существовавшей с 1812 по 1841 год.
Это русское поселение на побережье Северной Калифорнии (США), в 80 км к северу от Сан-Франциско, основано в 1812 году Российско-Американской компанией для промысла и торговли пушниной. Крепость Росс была одним из самых южных русских поселений в Северной Америке.
В 1841 году компания продала свою собственность крупному землевладельцу Джону Саттеру. В настоящее время это исторический парк штата Калифорния, Национальный исторический памятник США.
Единственное оригинальное строение, сохранившееся до наших дней, — дом последнего русского коменданта Ротчева — объявлено объектом исторической ценности национального значения. Остальные строения являются реконструкцией, тем не менее форт является единственной деревянной крепостью Российской Империи XIX века, дошедшей до нас.
В обиходе и научных трудах крепость Росс сегодня часто именуют американизированным названием Форт-Росс, что не вполне корректно с точки зрения истории: в XIX веке русские называли это поселение крепостью Росс (а также — колонией Росс или же селением Росс). А название Fort Ross является буквальным переводом на английский язык русского названия крепость Росс.

## История

### Российская колония

#### Основание

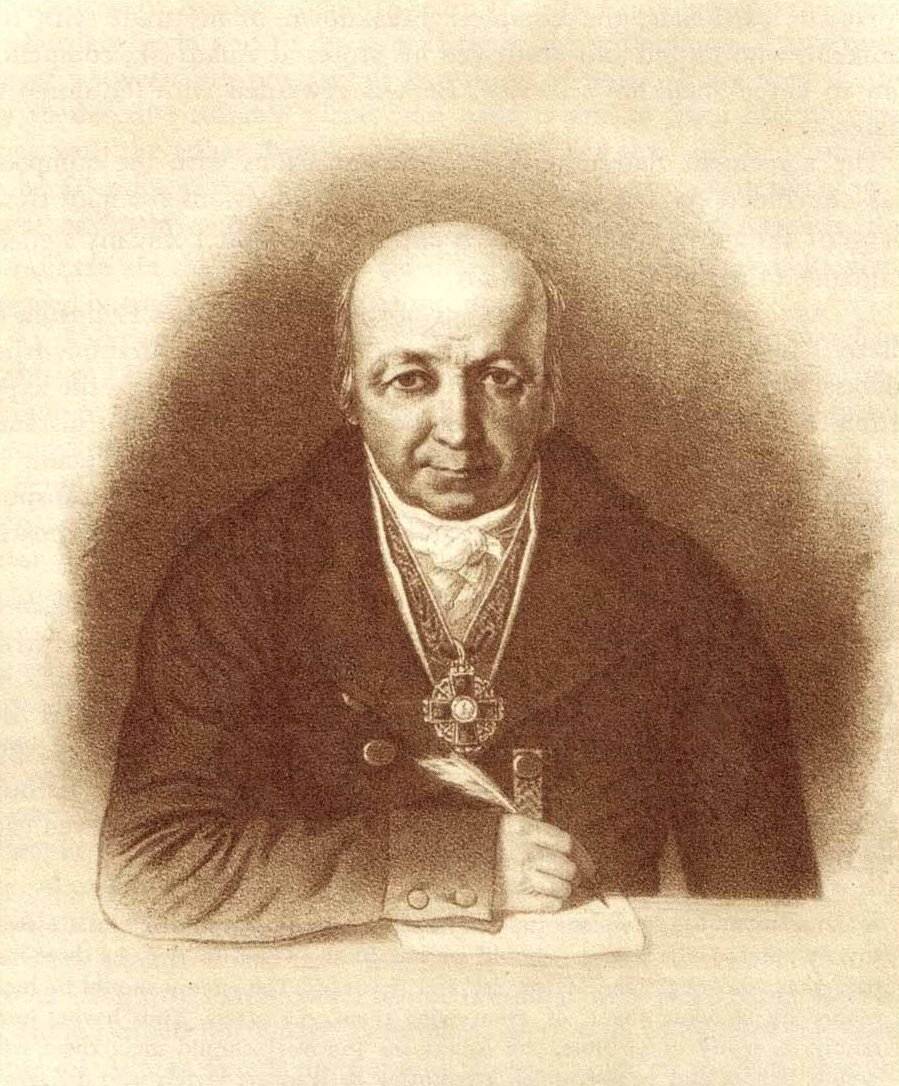
Александр Баранов

Решение о создании крепости и русского поселения в Калифорнии принял А. А. Баранов. Чтобы найти место для поселения, были предприняты три или четыре экспедиции под руководством служащего Российско-Американской компании коммерции советника Ивана Кускова в 1808—1809 и 1811—1812 годах. Кусков обратил внимание на плато в 30 км к северу от залива Румянцева (ныне залив Бодега), отделённое от остальной местности глубокими ущельями и окружённое строевым лесом и пастбищами. В десяти километрах протекала река, названная им Славянкой (ныне Рашен-Ривер (русская река)).
Здесь весной 1812 года Кусков с 25 русскими колонистами и 90 алеутами основал укреплённое поселение, названное 30 августа (11 сентября) Росс. Хотя на эти территории предъявляли права испанцы, территории практически не были ими колонизированы. Их непосредственными хозяевами выступали индейцы племени кашайа-помо, которые, по некоторым данным, разрешили русским использовать землю для создания Росса за три одеяла, три пары штанов, два топора, три мотыги, несколько ниток бус.
Росс был самой южной русской колонией в Северной Америке и создавался как сельскохозяйственное поселение, предназначенное для снабжения Аляски продуктами питания. В первые годы компания также уделяла внимание развитию в Россе торговли пушниной, однако основой его экономики стало сельское хозяйство и мелкая промышленность.

#### Взаимоотношения с испанцами

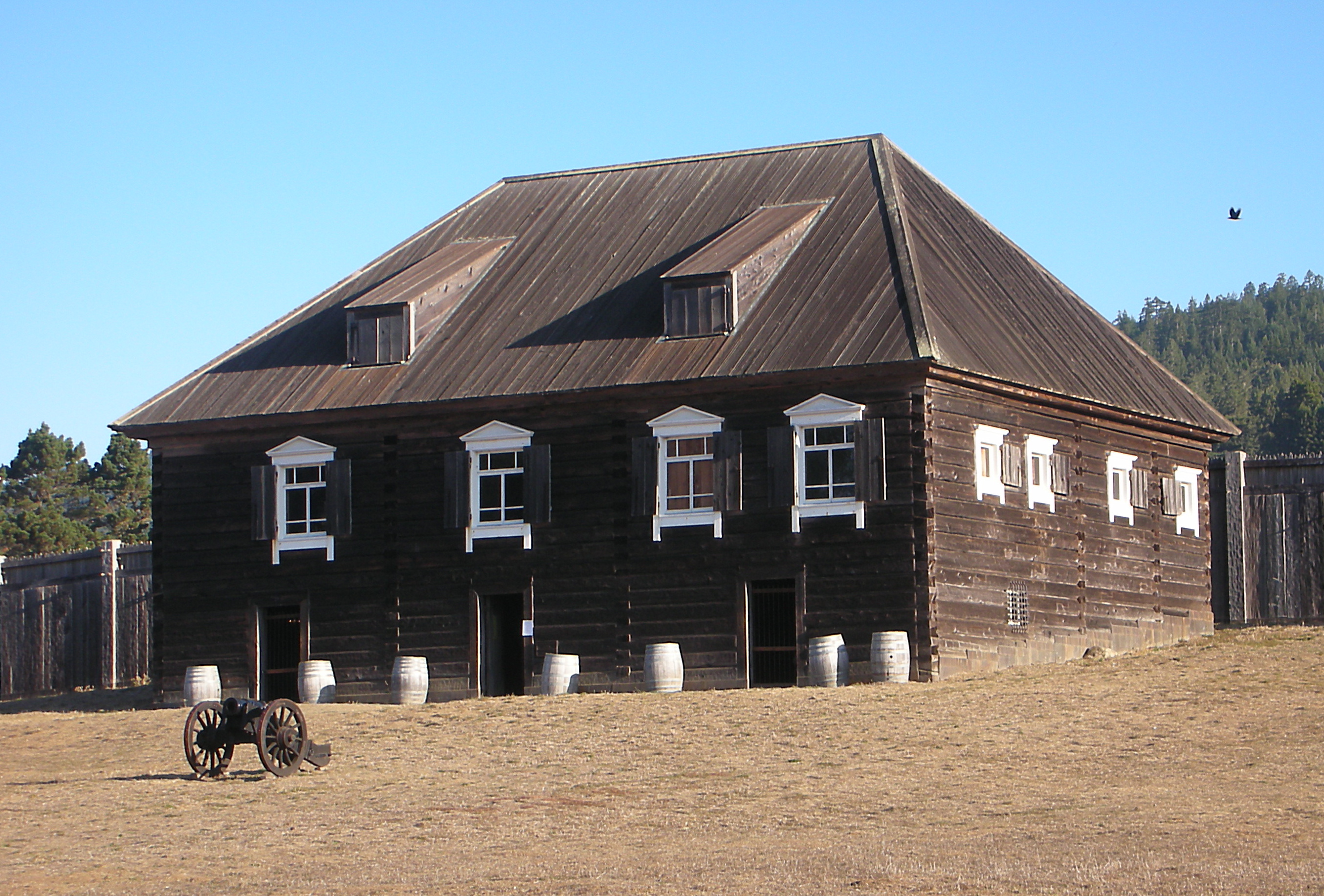
Дом Кускова

Хотя испанцы и считали Калифорнию своей, Российско-Американская компания указывала на то, что граница их владений к северу от Сан-Франциско не определена, а местные индейцы испанцам неподвластны. Министр иностранных дел Испании Хосе Луйандо не хотел портить отношения с Россией и дал указание вице-королю Новой Испании «проявить крайнюю деликатность, чтобы добиться ликвидации русского поселения без ущерба для дружественных отношений между двумя странами».
В 1816 году в Сан-Франциско прошли переговоры Отто Евстафьевича Коцебу и губернатора Верхней Калифорнии Пабло Висенте де Сола, на которых последний затронул вопрос крепости Росс. Коцебу вызвал Кускова, который заявил, что основал поселение по приказу начальства и оставить его может только по приказу. Был подписан протокол с позициями сторон, который отправили в Санкт-Петербург, где дело замяли. Осознав бесперспективность противодействия русским, де Сола ускорил испанскую колонизацию Калифорнии.
Возникшая в 1821 году Мексика также сделала несколько попыток дипломатическими методами изгнать русских из Росса, однако все они закончились тем же, чем и в 1816 году. Российско-Американская компания же пыталась добиться от министерства иностранных дел России активного воздействия на мексиканские власти с целью признания и установления границ колонии, однако министерство неизменно ей отказывало, ссылаясь на отсутствие дипломатических отношений с новой страной. В 1835 году Ф. П. Врангель был направлен компанией в Мехико с целью заключения торгового соглашения и изучения позиции мексиканских властей по вопросу Росса. Врангель нашёл, что Мексика согласится признать крепость Росс взамен официального её признания Россией. Он пытался склонить императора Николая I к признанию независимости Мексики, однако тот ответил отказом.
Хотя статус Росса оставался неопределённым, с мексиканцами велась тесная торговля, что способствовало экономическому развитию русской колонии и технологическому Мексиканской Новой Калифорнии.
За всё время существования крепости ей ни разу не угрожали внешние враги. Единственный вооружённый инцидент на территории колонии Росс произошёл в 1840 году, когда в ожидании скорого ухода русских мексиканский генерал-комендант М. Г. Вальехо направил в Бодегу взвод солдат для взятия пошлин с зашедшего туда американского судна. Мексиканские солдаты были выдворены с территории колонии А. Г. Ротчевым.

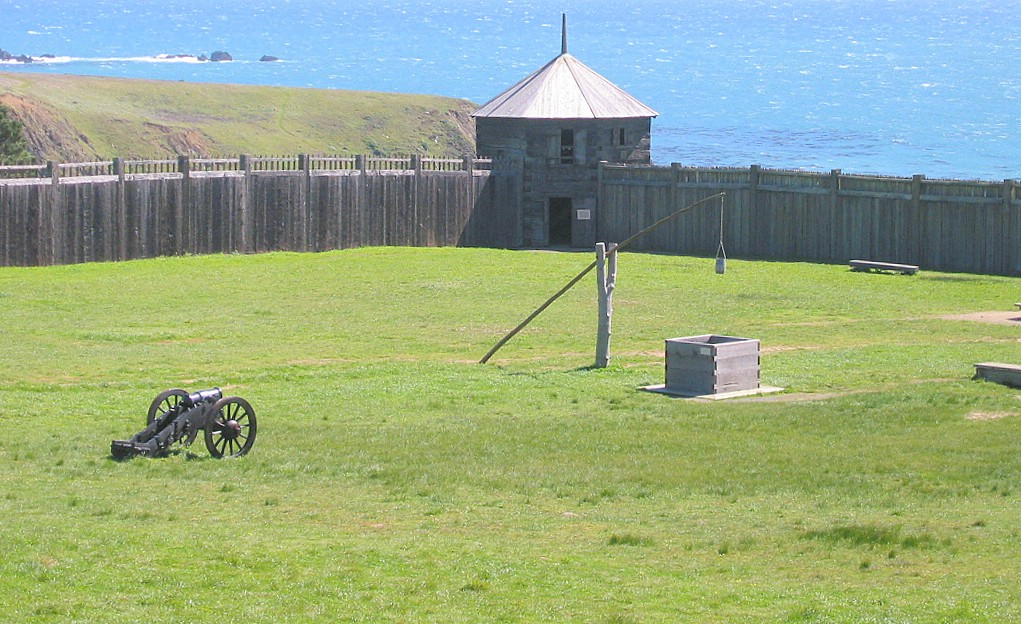
Колодец, стены и юго-западный блокгауз

#### Взаимоотношения с индейцами
Индейцы привлекались к работе в поселении с самого начала его существования. Их труд вначале был наёмным, русские платили за него мукой, мясом и одеждой, предоставляли жильё. Впоследствии стали практиковаться «пригоны» на работы, и отношения с индейцами ухудшились. Тем не менее, между индейцами и русскими, в отличие от других калифорнийских колонистов, отмечается почти полное отсутствие вооружённых столкновений, хотя угроза таких столкновений возникала, а сам пригон индейцев, как правило, сопровождался небольшими стычками. В ответ на истребление индейцами скота русская администрация отправляла виновных на Аляску.
Через индейцев Российско-Американская компания пыталась также легитимизировать свои владения в Калифорнии. В 1817 году Л. А. Гагемейстер посетил колонию Росс и встретился с вождями окрестных индейских племён. Он выразил благодарность за уступку земли, вручил им подарки, а вождя, на землях племени которого стояла крепость, наградил медалью «Союзные России». Под протоколом беседы подписались только представители русской стороны: Леонтий Гагейместер, Иван Кусков, комиссионер РАК Кирилл Хлебников и др. На этот документ Российско-Американская компания позже часто ссылалась как на договор; в частности, в нём сообщается, что вожди «очень довольны занятием сего места русскими».

#### Хозяйство

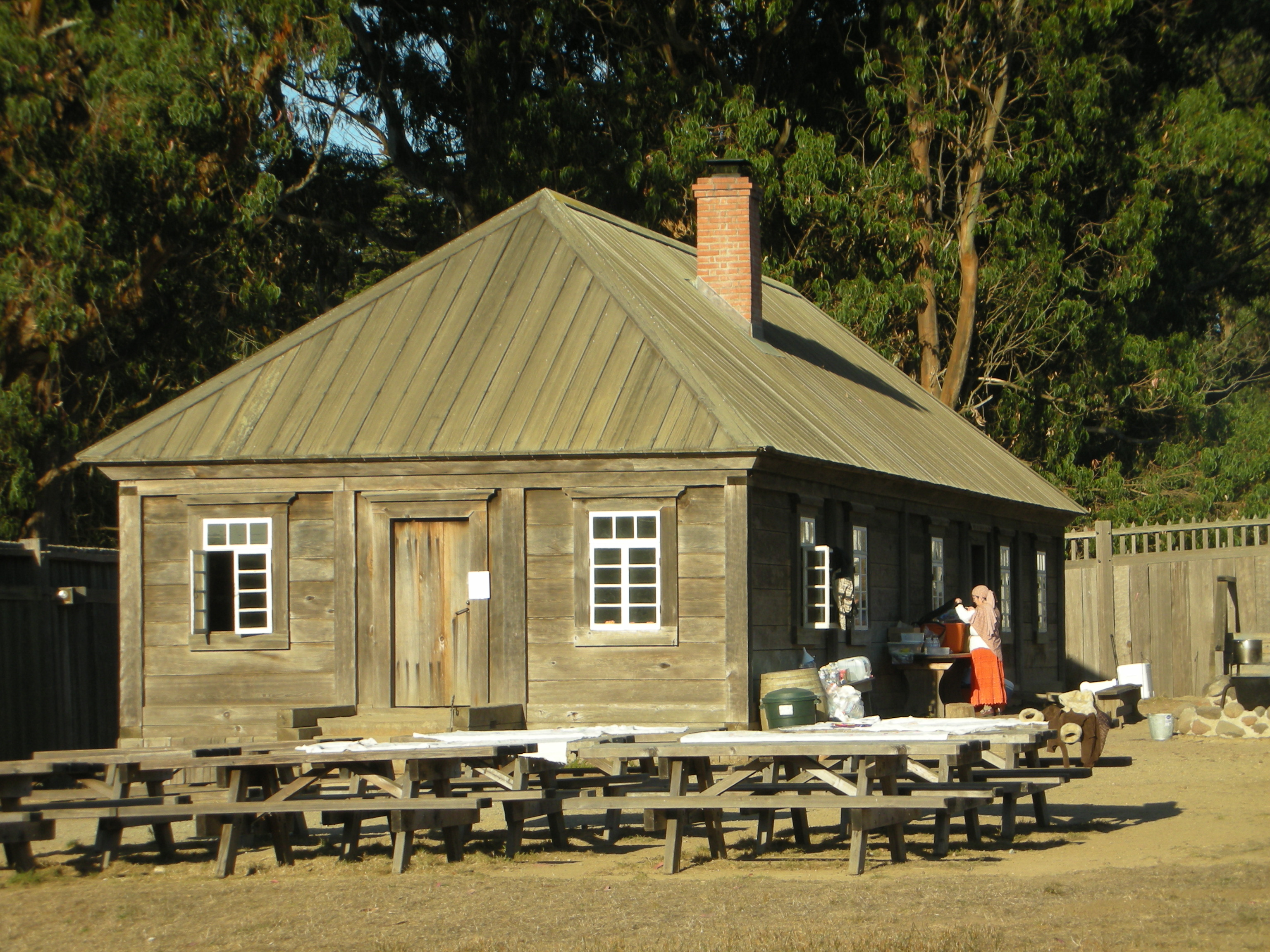
Конторы Форт-Росса

Именно в крепости Росс появились первые в Калифорнии ветряные мельницы и судостроительные верфи, фруктовые сады и виноградники. Помимо этого русские колонисты впервые привезли в Калифорнию многие блага европейской цивилизации, например оконные стёкла. В 1837—1840 годах Егор Черных вёл первые в Калифорнии систематические наблюдения за погодой.
Земледелие, ради которого колония и основывалась, не было особо продуктивным в Россе. Бо́льшего успеха достигло скотоводство: в конце 1830-х годов здесь было 1700 голов крупного рогатого скота, 940 лошадей и мулов и 900 овец. Ежегодно производилось более 800 кг шерсти, которая шла на экспорт. Ремесленники колонии производили мебель, двери, рамы, черепицу из секвойи, телеги, колёса, бочки, «коляски о двух колёсах», выделывали кожи (в Ново-Архангельск их каждый год поставлялось 70—90 штук), обрабатывали железо и медь. Строились суда, некоторые из которых продавались испанцам, не имевшим до того времени здесь ни одного корабля. В 1816—1824 годах построены 3 брига и одна шхуна водоизмещением до 200 т каждая, однако затем кораблестроение приобрело гораздо меньшие масштабы.
Фруктовый сад Росса был создан уже в 1814 году посадкой персиковых деревьев. В 1817 году была посажена виноградная лоза. К 1841 году, согласно документам, составленным при продаже форта, сад занимал 2-3 акра и включал 207 яблочных, 29 персиковых, 10 грушевых, 8 вишнёвых и 10 деревьев айвы.
Из построенных в 1830-х годах трёх ферм-«ранч», крупнейшим была «ранча Костромитинова» (село Костромитиновское) к югу от реки Славянка. Включало в себя большой набор зданий: хозяйский дом, дом для индейских работников, молотилка, амбар, пекарня, кузница, бани, загон для скота, табачный склад, винный погреб. Основой хозяйства было выращивание пшеницы.
Ближайшая к крепости удобная гавань находилась в заливе Бодега почти в 30 км к югу, где был построен порт Румянцев. В нём товары перегружались на небольшие суда и транспортировались к крепости.

#### Население

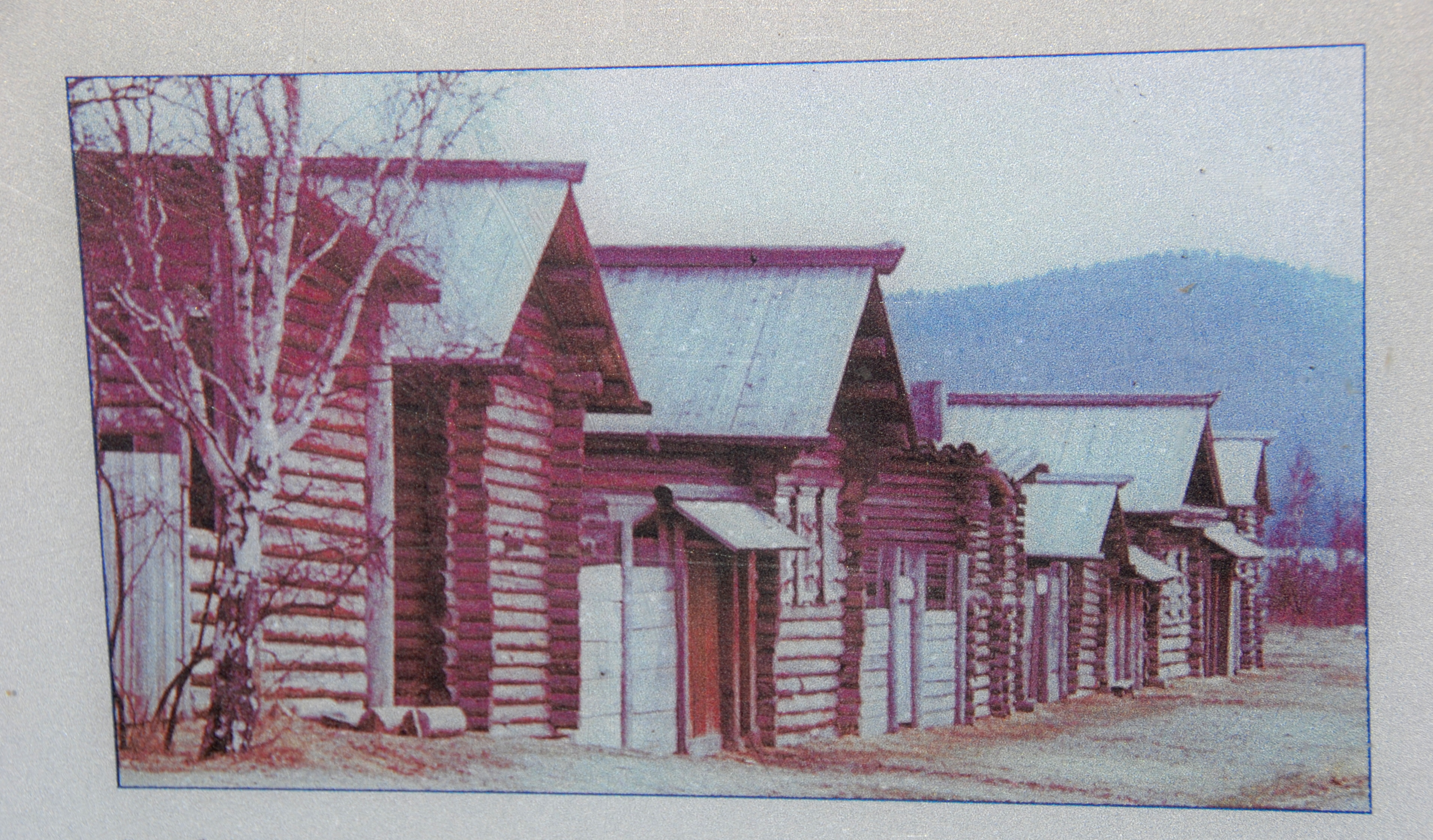

В 1825 году в крепости Росс помимо завезённых алеутов и местных индейцев проживало 50 служащих Российско-Американской компании, из них 12 человек занимались сельским хозяйством. В 1828 году население колонии составляло 60 русских, 80 алеутов и 80 местных индейцев. К 1836 году население незначительно возросло до 260 человек, большая часть которых жила на берегах реки Славянки.
Население было многонациональным: здесь жили русские (в разное время от 50 до 100 человек), привезённые из Аляски алеуты (50—125 человек), креолы (до 1/3 всего населения), индейцы соседних племён, якуты, финны, шведы и даже полинезийцы. Многие индейцы и алеуты были крещены и хорошо владели русским языком.
Русское население было представлено в основном мужчинами, подписавшими с Российско-Американской компанией семилетний контракт. Русских женщин в колонии практически не было, поэтому особенно были распространены смешанные браки. В 1825 году составлялся план покупки для Росса 25 семей крепостных, которым была бы по прибытии в Америку дана свобода. Он, однако, был отвергнут министром иностранных дел Карлом Нессельроде.

#### Начальники крепости
- Иван Александрович Кусков (1812—1821)
- Карл Юхан Шмидт (Карл Иванович Шмидт, 1821—1824)
- Павел Иванович Шелихов (1824—1830)
- Пётр Степанович Костромитинов (1830—1838)
- Александр Гаврилович Ротчев (1838—1841)

### Продажа крепости
Всё время своего существования колония была убыточной для Российско-Американской компании. К середине 1820-х годов местная популяция морской выдры сильно сократилась, на промысел зверя в калифорнийских водах местные власти шли неохотно. Сельское хозяйство в прибрежной зоне страдало от климатических условий, а вглубь континента компания продвигаться не решалась. В 1830-х годах русские продвинулись на юг от Росса, создав три фермы-«ранчи» (село Костромитиновское, ранча Черных, ранча Хлебниковские равнины), увеличив сельскохозяйственное производство, которое, однако, по-прежнему не покрывало расходов на содержание колонии. После соглашения Российско-Американской компании и Компании Гудзонова залива о регулярном снабжении последней русских колоний продовольствием по твёрдым ценам надобность в поставках продовольствия из поселения Росс и мексиканской Калифорнии отпала.
В 1839 году Российско-Американская компания приняла решение оставить крепость Росс и продать её. Компания Гудзонова залива не заинтересовалась предложенной ей сделкой. Правительство Мексики, продолжавшее считать землю под Россом своей, не пожелало платить за неё, ожидая, что русские забросят колонию. Наконец, в 1841 году крепость Росс была продана американскому предпринимателю Джону Саттеру, основателю поселения Новая Гельвеция, владевшему почти 200 км² земли в её окрестностях, за 42 857 руб. серебром. В счёт оплаты Саттер поставлял на Аляску пшеницу, но, по свидетельству П. Головина, так и недоплатил почти 37,5 тыс. руб. Однако по информации, имеющейся у Альберта Уртадо, опубликовавшего в начале XXI века биографию Саттера, большая часть долга была выплачена 13 апреля 1849 года агентом Саттера Питером Бернеттом (англ. Peter Burnett). Сумма в размере 19 778 долларов США была передана им агенту Российско-Американской компании Уильяму Стьюарту (англ. William M. Steuart) в виде «банкнот и золота» (англ. notes and gold). После этого, по словам Уртадо, долг Саттера перед компанией был исчерпан.

### После продажи

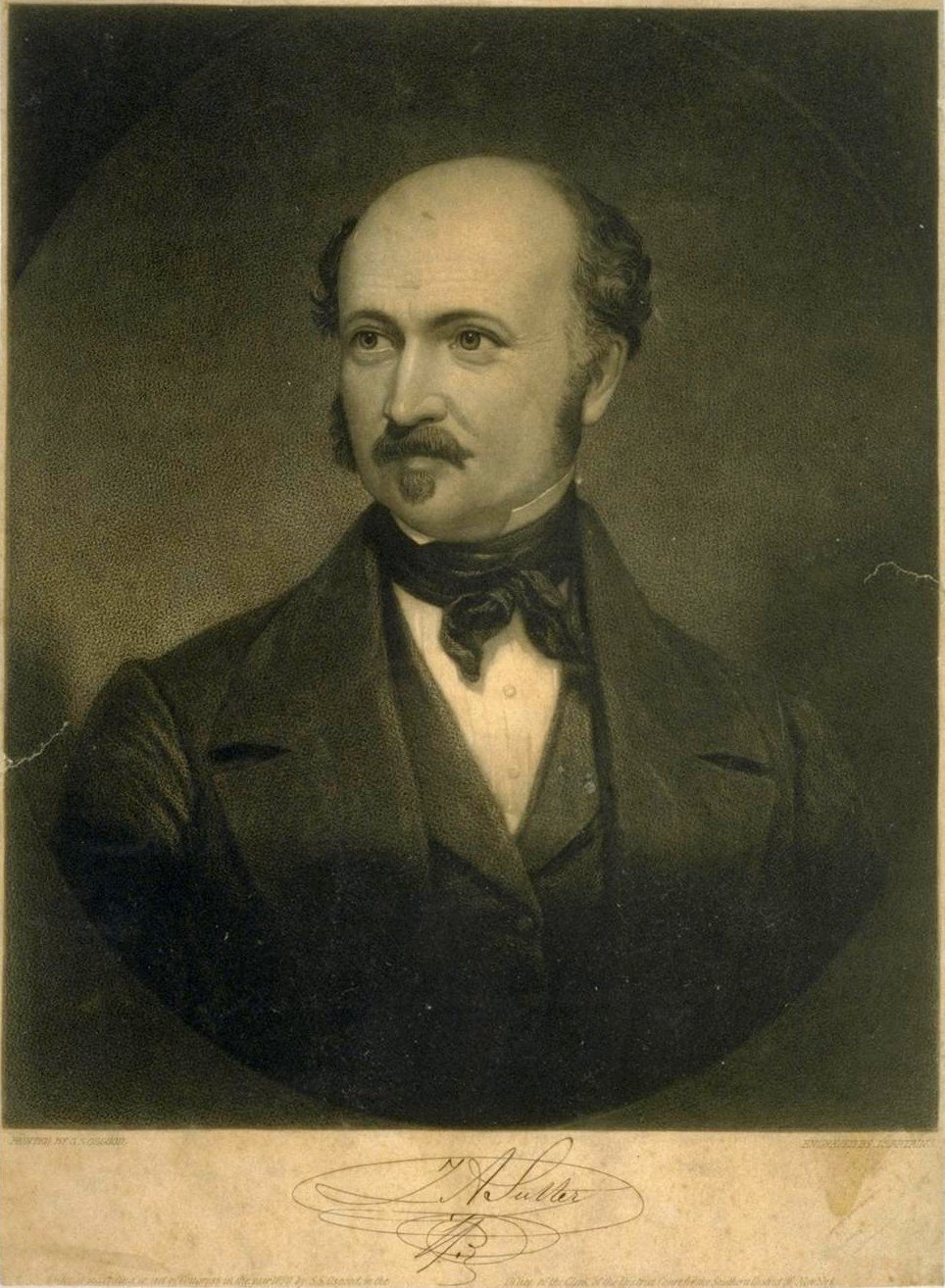
Джон Саттер

Саттер сам не жил в Форт-Россе, назначая туда наёмных управляющих. Последним управляющим был Вильям Бенитц (William Benitz), который, в конечном счёте, стал арендовать форт у Саттера. Он в несколько раз увеличил старый русский сад, расширил дом Ротчева (все пристройки были удалены в 1926 году), где и жил с 1846 года, построил причал. В 1867 году Бенитц разделил свои владения на две части и продал их разным покупателям. Форт отошёл к Джеймсу Диксону (James Dixon). В 1873 году Джордж Колл (George W. Call) выкупил форт за $35 000 и поселился здесь с семьёй, превратив его в небольшой интенсивно используемый порт. Тогда же бывшая русская колония начинает привлекать первых туристов.
В 1903 году Колл продал форт Калифорнийской лиге исторических объектов (California Historical Landmarks League), которая в 1906 году перепродала его штату Калифорния. Всего через месяц произошло сильнейшее землетрясение, разрушившее форт. К 1916 году он был восстановлен с использованием сохранившихся деталей оригинальных зданий.
5 октября 1970 года в форте произошёл пожар, полностью уничтоживший часовню (реконструирована в 1973 году). Через несколько месяцев после этого сгорела крыша дома Ротчева.

## Строения

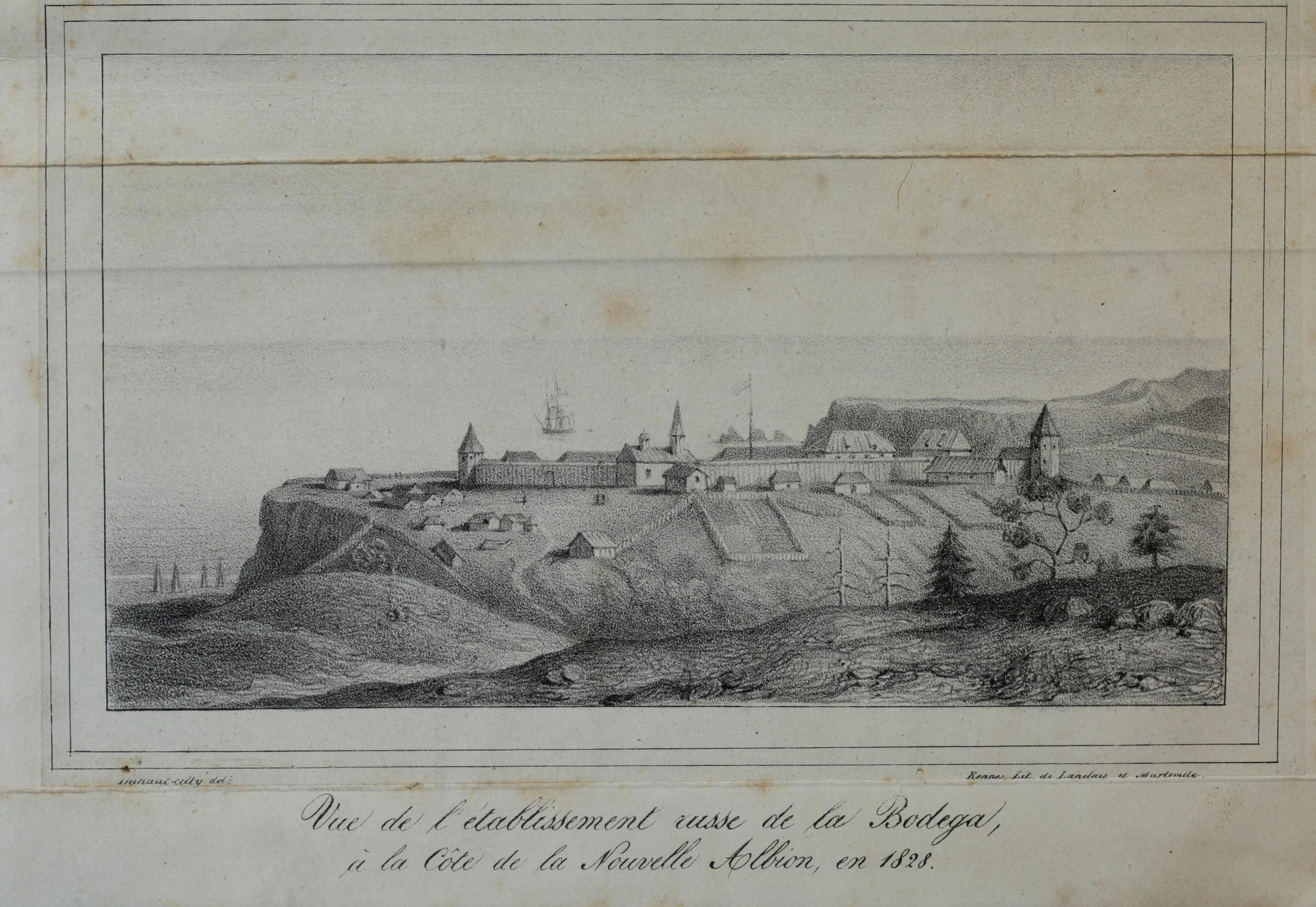
Крепость Росс в 1828 году

Крепость окружена высокими бревенчатыми стенами, сделанными из секвойи. В плане стены образуют квадрат. В двух диагонально противоположных углах квадрата находятся две башни восьмиугольные в сечении. Это юго-восточный и северо-западный блокгаузы. Артиллерия крепости состояла из 12 пушек. На 1825 год артиллерия крепости насчитывала 17 пушек малого калибра. На южной стороне расположен главный вход, помимо него ворота имелись в восточной стене. В самом центре квадрата находится колодец.
Внутри стен крепости сейчас расположены четыре здания.
1. Часовня Святой Троицы (1825) в юго-восточном углу крепости, воздвигнута на месте небольшой колокольни и пристроена к укреплениям. В настоящее время в часовне нерегулярно проводятся православные богослужения.
2. Дом Ивана Кускова (существовал уже в 1820) — служил резиденцией всем начальникам поселения, кроме Ротчева. В одной из комнат дома находился арсенал.
3. Контора.Дом Александра Ротчева

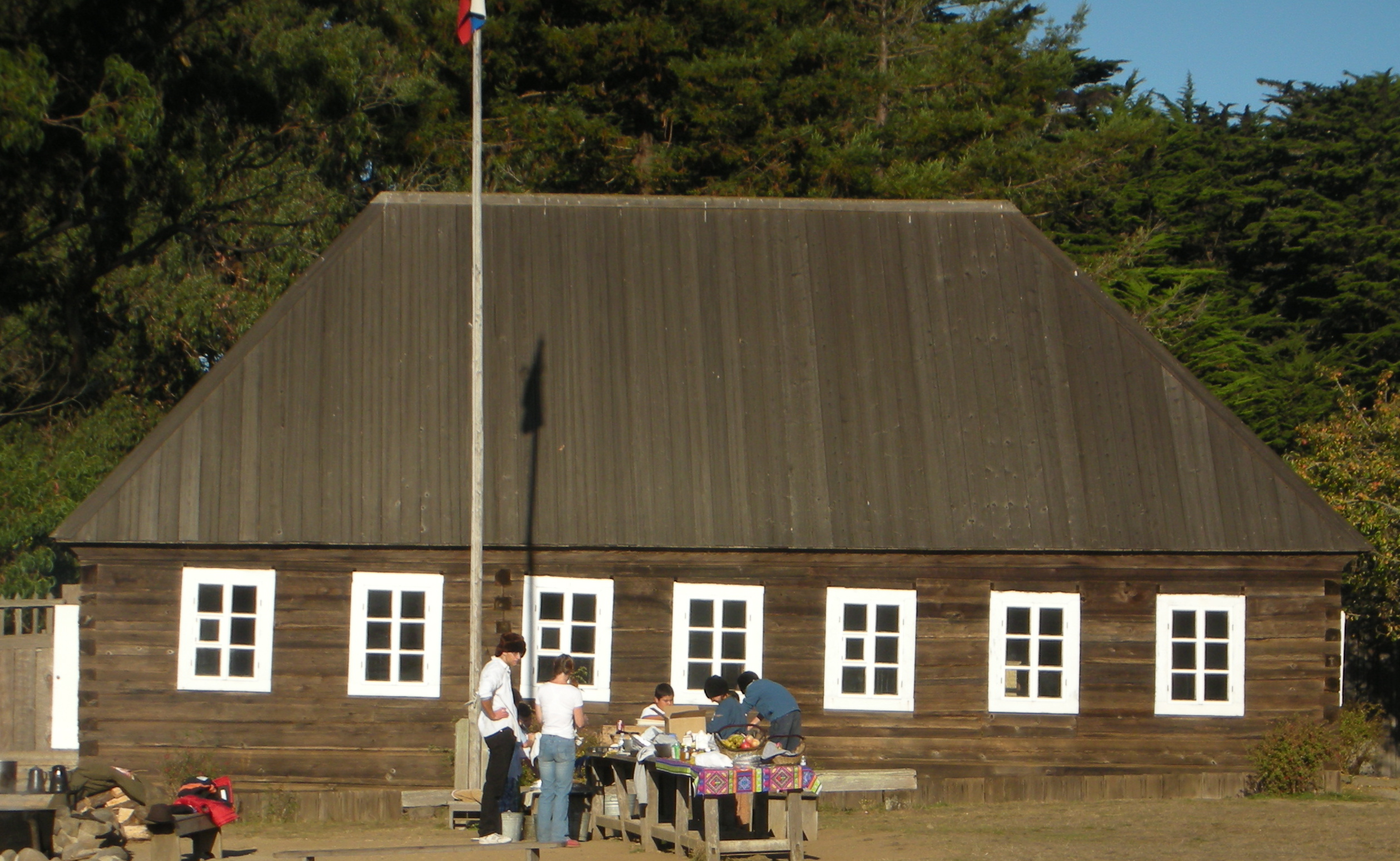
Дом Александра Ротчева

4. Дом Александра Ротчева (1836) — единственное сохранившееся в крепости оригинальное здание XIX века. По свидетельству одного из гостей, в доме находилась богатая библиотека и стояло фортепиано.

Также внутри укрепления находились торговый дом, казармы и склады, до наших дней не дошедшие.
За стенами располагались жилые дома и другие хозяйственные постройки: две ветряные мельницы, скотные дворы, пекарня, бани и прочее. На склонах холмов вокруг крепости простирались сельскохозяйственные угодья.
18 октября 2012 года, в рамках мероприятий по празднованию 200-летия форта, состоялся торжественный запуск воссозданной мельницы-столбовки 1814 года. Работы финансировал фонд «Ренова-Форт-Росс». Мельница первоначально была срублена в Кириллове Вологодской области, а затем разобрана и вновь собрана в Форт-Россе. Руководителем работ был архитектор-реставратор Александр Попов.
28 мая 2019 года представитель Русской православной церкви заявил о планах восстановить храм в форте Росс — «знаковом месте для русско-американских связей, первом месте жительства русских миссионеров».

## Культурное наследие

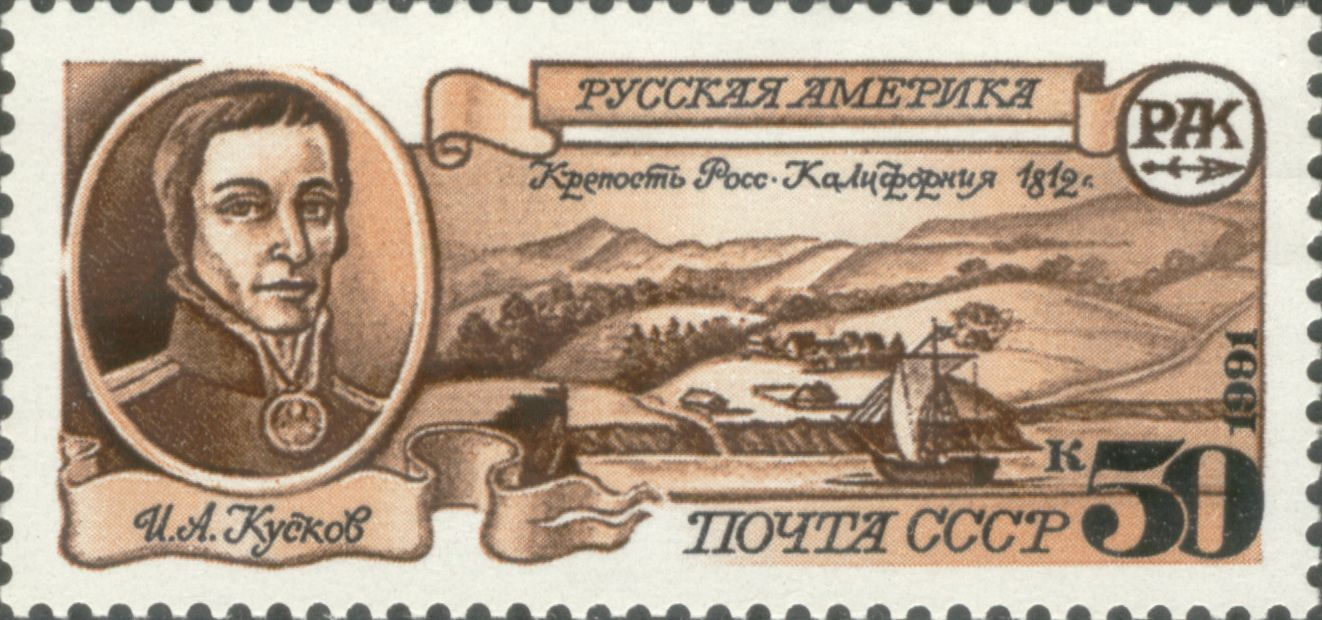
Почтовая марка СССР, 1991 г., посвящённая крепости Росс.

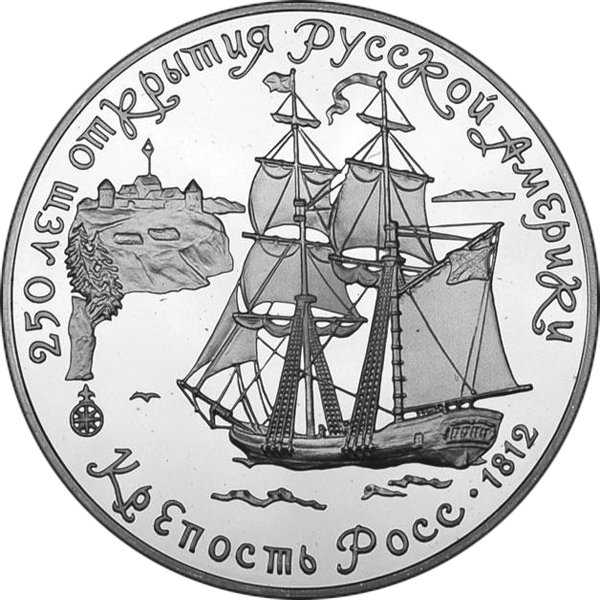
Монета «250 лет открытия Русской Америки. Крепость Росс», 3 рубля, 1991, серебро 900, реверс

Ежегодно Форт-Росс посещают примерно 150 000 человек. В нём происходит ряд культурных событий. 
С 1950-х годов сложилась традиция, согласно которой на субботу-воскресенье ближе к 4 июля (День независимости США) семьи эмигрантов из России, проживающие в Сан-Франциско и окрестностях, устраивают большой пикник в Форт-Россе.

## Форт-Росс в кинематографе
В 2011 году кинокомпания «МОРОЗ фильм» (режиссёр Юрий Павлович Мороз, актёр и продюсер Дмитрий Харатьян, сценарист Дмитрий Полетаев) снимает документальный фильм «Русская Америка» центральной частью которого является «Форт Росс», а в 2012 году приступает к работе над фантастическим фильмом «Форт Росс». В 2012 году кинокомпания «Хранители тайн» и студия «Юность» (генеральный продюсер В. В. Бердочкин, режиссёр В. Ющенко) завершили работу над 8-серийным документальным фильмом «Русская Америка», в значительной части посвящённым Форт-Россу, и документальным фильмом «Русский праздник», посвящённым людям, связавшим свою судьбу с Форт-Россом. Фондом «Связь времён» в 2012 году снят документальный фильм «Форт-Росс: путешествие во времени» (сценарий К. Урманова, режиссёр Т. Малова, консультанты А. А. Истомин и др.).

## Ежегодный российско-американский форум

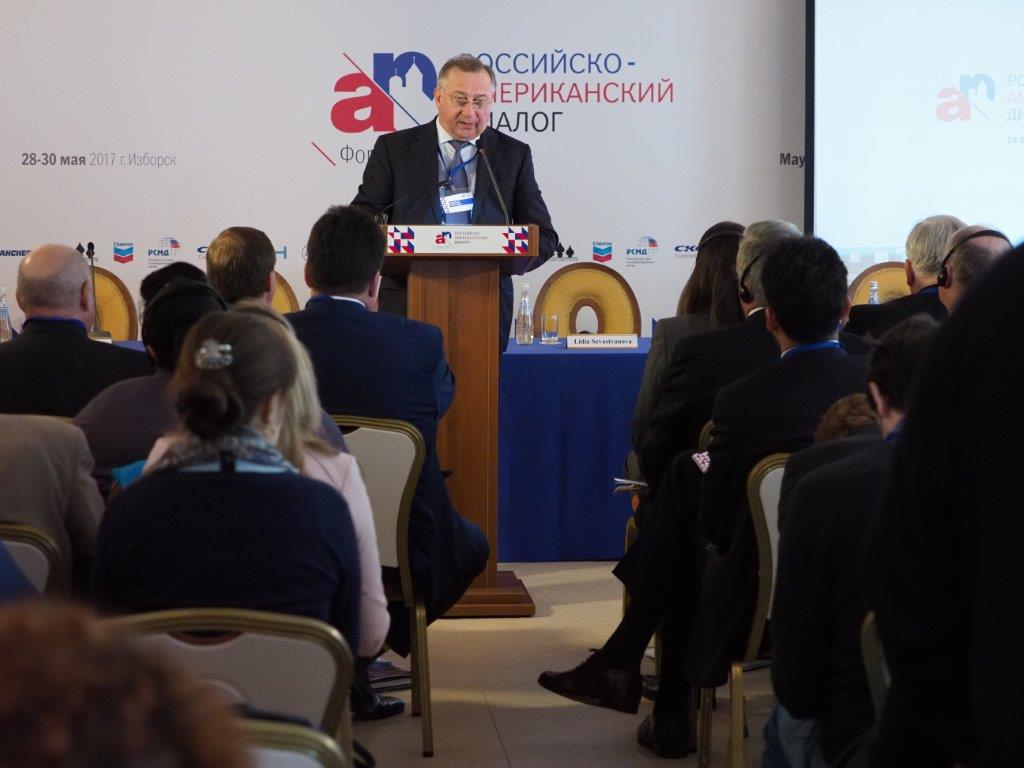
Президент ПАО «Транснефть» Н. П. Токарев

Начиная с 2012 года, «Общество по сохранению Форта Росс» проводит ежегодную международную конференцию «Российско-Американский диалог Форт Росс» и Фестиваль Форт Росс при спонсорской поддержке ПАО «Транснефть», корпорации «Шеврон» и ПАО «Совкомфлот».
29—30 мая 2017 года в Пскове состоялась первая российская встреча в рамках Диалога. В первый день Форума прошла дискуссия на тему — «Навстречу друг другу: российские первопроходцы и американские пионеры»: схожесть и различия российского и американского опыта в организации музейного дела, структура финансирования, роль государства и частного бизнеса в популяризации объектов культуры". Во второй день участники форума, представляющие деловые круги и экспертное сообщество России и США, проанализировали потенциал взаимодействия двух стран в области энергетики в ходе дискуссии «Энергетика как важная часть геополитики России и США».